# Florence (Colorado)
Florence es una ciudad ubicada en el condado de Fremont en el estado estadounidense de Colorado. En el año 2010 tenía una población de 3881 habitantes y una densidad poblacional de 369,62 personas por km².

## Geografía
Florence se encuentra ubicada en las coordenadas 38°23′25″N 105°7′0″O / 38.39028, -105.11667.

## Demografía
Según la Oficina del Censo en 2000 los ingresos medios por hogar en la localidad eran de $ 29,628, y los ingresos medios por familia eran $39,276. Los hombres tenían unos ingresos medios de $33,750 frente a los $22,042 para las mujeres. La renta per cápita para la localidad era de $14,969. Alrededor del 17.6% de la población estaba por debajo del umbral de pobreza.